# چارلی وگلیوس
چارلی وگلیوس (انگلیسی: Charly Wegelius؛ زادهٔ ۲۶ آوریل ۱۹۷۸) دوچرخه‌سوار اهل بریتانیا است.
وی در مسابقات کشوری و بین‌المللی در مجموع برندهٔ ۱ مدال نقره شده‌است.